# ツルキツネノボタン
ツルキツネノボタン、（学名: Ranunculus hakkodensis）は、キンポウゲ科キンポウゲ属の多年草。

## 特徴
茎が水湿地を這うやや繊細な多年草。茎は長さ15-40cmになり、細く、はじめは直立するが花後に地上を這うようになる。無毛かまばらに伏毛があり、節から発根し、基部は前年の葉柄が枯れて繊維状になったものにおおわれる。根出葉は1-3個、葉身は腎円形、長さ1.5-4cm、幅2-6 cm、両面は無毛はまばらに伏毛が生える。3深裂から3全裂し、小葉は卵形で、幅2-5mmのあらい鋸歯がある。葉柄は長さ3-10cmになり、無毛か伏毛があるかときに開出毛がある。茎葉は3全裂から3深裂し、葉柄がある。
花期は5-8月。径0.7-1.2cmの鮮黄色の花が単生し、葉腋から出て茎葉に対生する。花柄は長さ1-2cmあり、まばらに伏毛がある。萼片は5個、狭楕円形で長さ4-5mm、幅1-2mm、舟形で、背面に伏毛があり、反曲する。花弁は5個、狭倒卵形で、長さ5-6mm、幅3mm、蜜腺は径0.5mmでコップ状になり、径1mmになる付属体がある。葯は長さ1mmになる楕円形で、花糸は広がる。果実は球形の集合果で、径8mmになり、果托に毛はない。痩果は倒卵形で、長さ3mm、扁平で無毛で平滑、周囲に縁取りがあり、嘴は長さ1mmあり、ゆるやかに鉤状に曲がる。

## 分布と生育環境
日本固有種。本州の青森県から長野県・山梨県に分布し、夏緑林に沿った水の流れや池沼の縁などの水湿地に生育する。環境省の絶滅危惧種にはなっていないが、比較的希少な種である。
なお、2016年に刊行された『改訂新版 日本の野生植物 2』においては、植物学者の門田裕一は、同書において本種は北海道にも分布するとしたが、門田裕一(2019)において、北海道には分布しない、本州固有の植物と訂正した。

## 名前の由来
和名ツルキツネノボタンは、「蔓狐の牡丹」の意。
種小名（種形容語）hakkodensis は「八甲田山の」の意味。タイプ標本は八甲田山で採集されたもの。

## ギャラリー

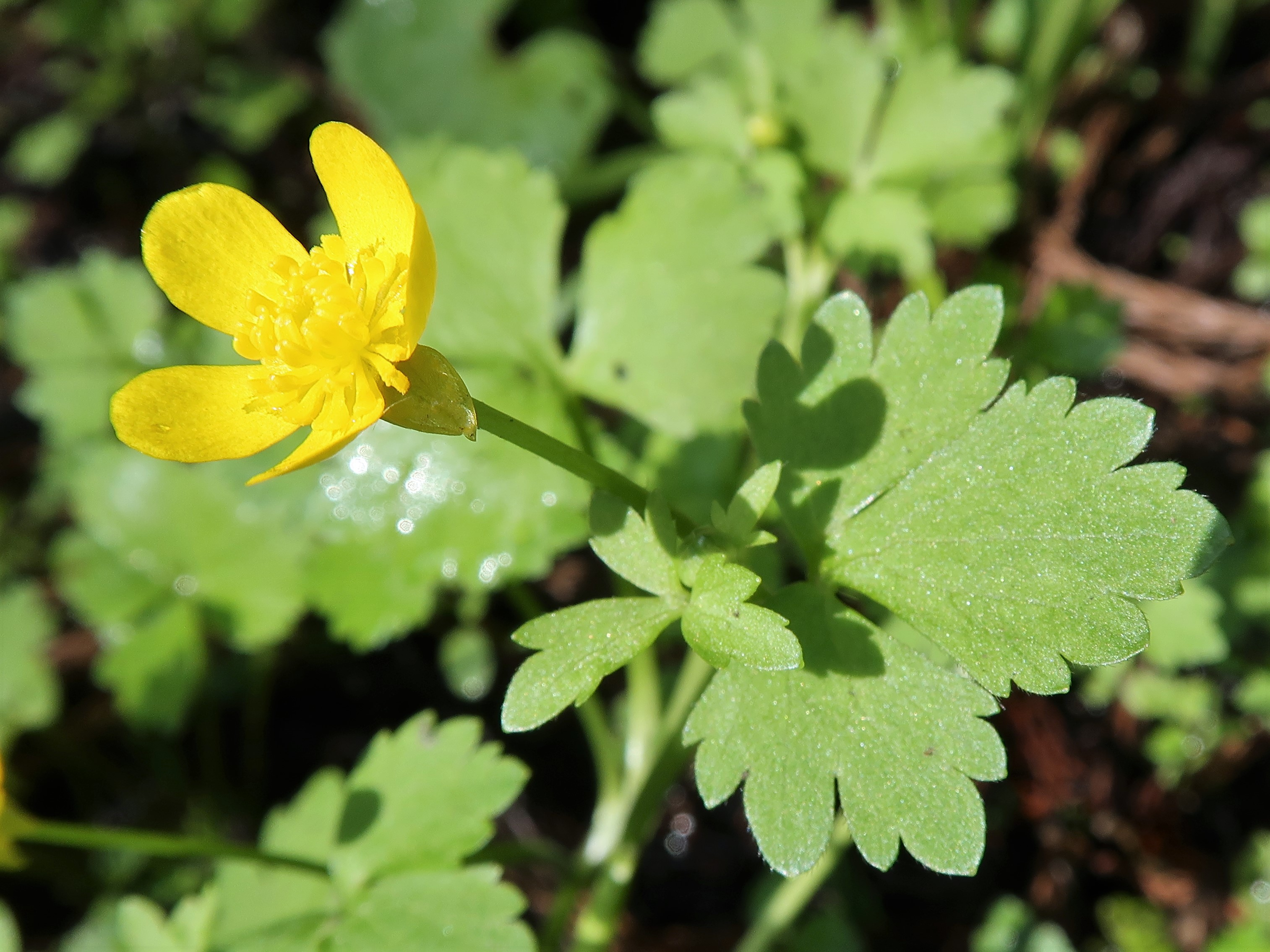
花弁は鮮黄色。単生し茎葉と対生する。
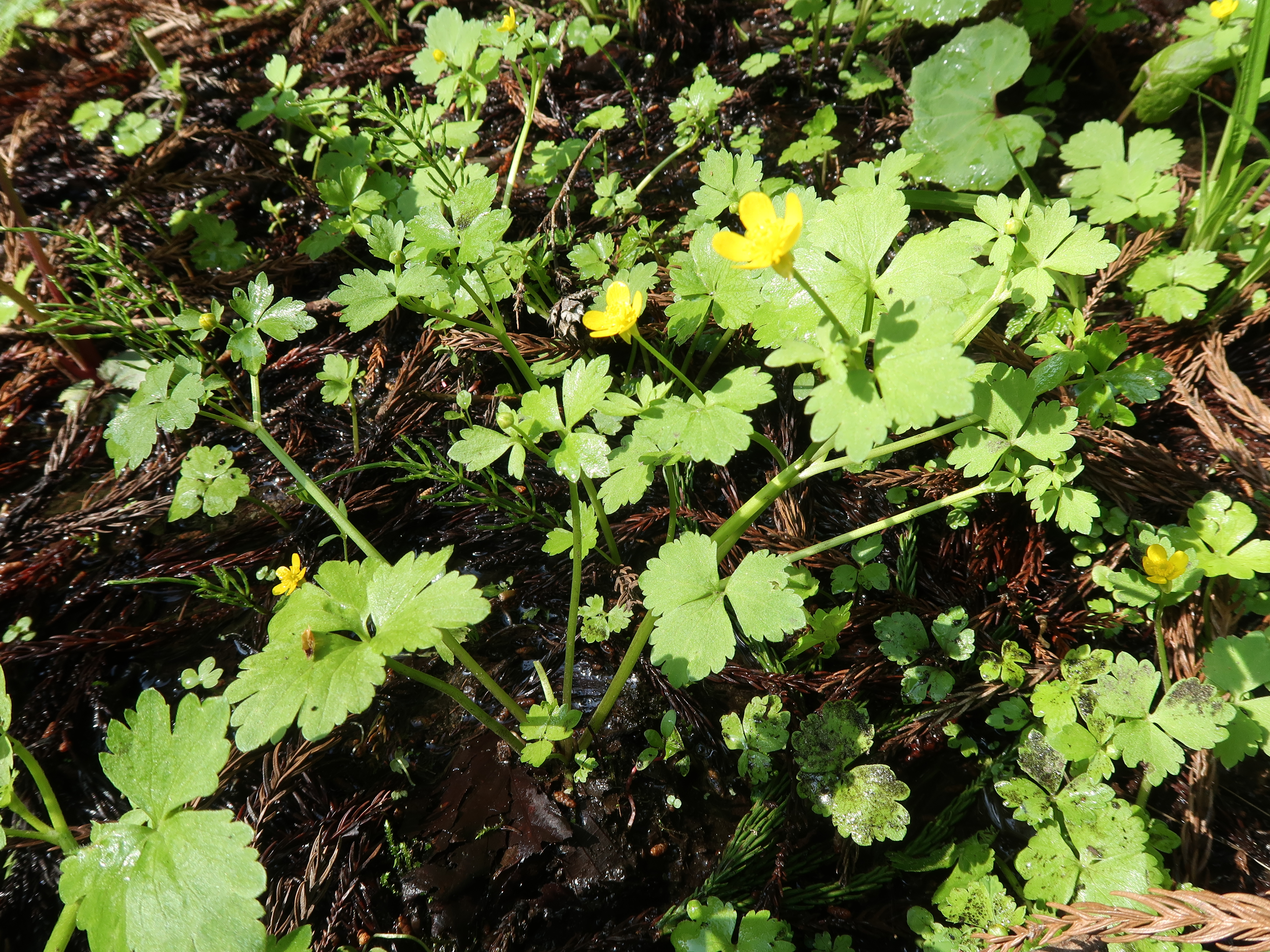
茎は水湿地を這い、根出葉と茎葉は3深裂から3全裂し、小葉は卵形になる。